# کنستانتین سوم اسکاتلند
کنستانتین، پسر کایلین (به گالیک قرون وسطایی: Causantín mac Cuiléin، به گالیک امروزی: Còiseam mac Chailein) که امروزه در بیشتر فهرست‌های سلطنتی با عنوان کنستانتین سوم از او نام برده می‌شود (زادهٔ پیش از ۹۷۱ – درگذشتهٔ ۹۹۷) پادشاه اسکاتلند از ۹۹۵ تا ۹۹۷ بود.

## زندگینامه
کنستانتین، پسر کایلین، شاه آلبا (اسکاتلند) بود که پس از مرگ کِنِت دوم به پادشاهی رسید. چنین احتمال داده می‌شود که فینگوالا، دختر کونکار، ارل آنگوس، کنت دوم را به‌ قتل رسانده و کنستانتین نیز در این موضوع دخیل بوده‌است. بنا بر آنچه در کتاب وقایع‌نگاری پادشاهان آلبا آمده، کنستانتین ۱۸ ماه حکومت کرد.
بنا بر نوشتهٔ سالنامهٔ تایگرناخ، کنستانتین در نبردی بین اسکات‌ها در سال ۹۹۷ میلادی کشته‌ شد. کتاب وقایع‌نگاری نیز محل مرگ او را راتینورموند، در دهانهٔ رود آلموند در نزدیکی شهر پِرت، جایی‌که آلموند به رود تی می‌پیوندد، دانسته است. این مکان احتمالاً مرکزی سلطنتی بوده‌، زیرا مرگ دونالد یکم در سال ۸۶۲ را نیز در همین مکان نوشته‌اند. همچنین قاتل کنستانتین سوم فردی به‌نام کیند مک مایل کولیم (کنت پسر مالکوم) معرفی‌ شده که احتمالاً این نام به‌اشتباه به‌جای کنت، پسر داب، که پس از مرگ کنستانتین به پادشاهی رسید یا به‌جای مالکوم، پسر کنت دوم، آورده شده‌ است.
کنستانتین جانشینی نداشت و آخرین فرد از تبار آئد بود که به پادشاهی رسید.